# Nati nel 1937/Ottobre
| Questa pagina contiene informazioni ricavate automaticamente dalle voci biografiche con l'ausilio del template Bio e di un bot. L'aggiornamento è periodico e automatico e ricostruisce completamente la pagina. Se manca una persona in questa lista, sei pregato di non aggiungerla, ma accertati piuttosto che la sua voce biografica contenga il template Bio e che i dati anagrafici siano correttamente compilati. Se il template Bio manca, inseriscilo tu stesso o, in alternativa, metti l'avviso {{tmp\|Bio}} che ne segnala la mancanza. Se i dati riportati sono sbagliati, correggi direttamente la voce biografica; le modifiche saranno visibili in questa lista entro pochi giorni. Per chiarimenti vedi il progetto biografie. La lista contiene solo le 182 persone che sono citate nell'enciclopedia e per le quali è stato implementato correttamente il template Bio. Pagina aggiornata al 2 lug 2025. |

- 1º ottobre - Hedy d'Ancona, ex politica e sociologa olandese
- 1º ottobre - John D. Anderson, ingegnere aeronautico e scrittore statunitense
- 1º ottobre - Giuliano Bernardelle, ciclista su strada italiano († 2023)
- 1º ottobre - Matthew Carter, disegnatore inglese
- 1º ottobre - Leo Cella, pilota automobilistico e pilota di rally italiano († 1968)
- 1º ottobre - Irma Ravinale, compositrice e musicista italiana († 2013)
- 1º ottobre - Antun Rudinski, allenatore di calcio e calciatore jugoslavo († 2017)
- 1º ottobre - Peter Stein, regista teatrale tedesco
- 2 ottobre - Alexandru Bădiță, ex pallanuotista rumeno
- 2 ottobre - Roberto Herlitzka, attore italiano († 2024)
- 2 ottobre - Irina Igorevna Povolckaja, regista sovietica
- 2 ottobre - Daniel Francis Walsh, vescovo cattolico statunitense
- 3 ottobre - Claude Arabo, schermidore francese († 2013)
- 3 ottobre - Boldizsár Csíky, compositore rumeno
- 3 ottobre - Robert Goldsborough, scrittore statunitense
- 3 ottobre - Jurij Kušnerёv, regista, attore e produttore cinematografico sovietico († 2019)
- 3 ottobre - John MacLeod, allenatore di pallacanestro statunitense († 2019)
- 3 ottobre - Vincenzo Sorice, politico italiano
- 4 ottobre - Jackie Collins, romanziera e attrice britannica († 2015)
- 4 ottobre - Cataldo Gambino, calciatore italiano († 2021)
- 4 ottobre - Gail Gilmore, ballerina e attrice canadese († 2014)
- 4 ottobre - Walter Pontel, allenatore di calcio e calciatore italiano († 2003)
- 4 ottobre - Franz Vranitzky, ex politico e ex cestista austriaco
- 5 ottobre - Bruno Battisti D'Amario, compositore e chitarrista italiano
- 5 ottobre - Ollan Cassell, ex velocista statunitense
- 5 ottobre - Bob Ledger, calciatore inglese († 2015)
- 5 ottobre - Bob Marchese, attore italiano († 2023)
- 5 ottobre - Alfonso Ottaviani, pentatleta italiano († 2008)
- 5 ottobre - Ernst Scherzer, ex sciatore alpino tedesco
- 5 ottobre - Barry Switzer, allenatore di football americano statunitense
- 5 ottobre - Grazia Varisco, artista e grafica italiana
- 5 ottobre - Sergio Vatta, calciatore, allenatore di calcio e dirigente sportivo italiano († 2020)
- 6 ottobre - Mario Capecchi, genetista italiano
- 6 ottobre - Ivo Daneu, ex cestista e allenatore di pallacanestro jugoslavo
- 6 ottobre - Brian Hill, calciatore inglese († 1968)
- 6 ottobre - Emilio Isgrò, artista, scrittore e poeta italiano
- 6 ottobre - Robert B. Johnston, generale statunitense († 2023)
- 6 ottobre - Richard Maltby Jr., regista teatrale, paroliere e sceneggiatore statunitense
- 6 ottobre - David Morgan, dirigente sportivo gallese
- 6 ottobre - Alberico Motta, fumettista e illustratore italiano († 2019)
- 7 ottobre - Franco Beltrametti, poeta e scrittore svizzero († 1995)
- 7 ottobre - Christopher Booker, giornalista e scrittore britannico († 2019)
- 7 ottobre - Cristina Fanton, attrice italiana
- 7 ottobre - Rafik Khachatryan, scultore armeno († 1993)
- 7 ottobre - Werner Lamade, ex cestista tedesco
- 7 ottobre - Umberto Pizzi, fotografo italiano
- 7 ottobre - Chet Powers, cantautore statunitense († 1994)
- 7 ottobre - Paul Vachon, wrestler e politico canadese († 2024)
- 7 ottobre - Gianni Viazzi, educatore e pedagogista italiano
- 8 ottobre - Anthony Richard Birley, storico britannico († 2020)
- 8 ottobre - Aleksandr Ivanickij, lottatore sovietico († 2020)
- 8 ottobre - Merle Park, ex ballerina britannica
- 8 ottobre - Ramón Reyes, cestista panamense († 2014)
- 9 ottobre - Manlio Armellini, giornalista, editore e manager italiano († 2020)
- 9 ottobre - David Prophet, pilota automobilistico britannico († 1981)
- 9 ottobre - Angelo Tassi, pittore italiano († 2024)
- 9 ottobre - Danilo Tognon, ex canoista italiano
- 10 ottobre - Bruno Chersicla, artista, pittore e scultore italiano († 2013)
- 10 ottobre - Ljudmila Nikitina, ex cestista sovietica
- 11 ottobre - Euro Bulfoni, attore teatrale italiano († 1992)
- 11 ottobre - Paolo Emilio Carapezza, musicologo italiano
- 11 ottobre - Bobby Charlton, calciatore, allenatore di calcio e dirigente sportivo inglese († 2023)
- 11 ottobre - Ron Leibman, attore statunitense († 2019)
- 11 ottobre - Mario Santonastaso, attore e cabarettista italiano († 2021)
- 12 ottobre - Alberto Goldman, politico brasiliano († 2019)
- 12 ottobre - Johnny Green, giocatore di football americano statunitense († 2019)
- 12 ottobre - Paul Hawkins, pilota di Formula 1 australiano († 1969)
- 12 ottobre - Jan Huberts, pilota motociclistico olandese († 2016)
- 12 ottobre - Per Kristoffersen, calciatore norvegese († 2023)
- 13 ottobre - Adolph Bachmeier, calciatore rumeno († 2016)
- 13 ottobre - Edward Balcerzan, scrittore, poeta e traduttore polacco
- 13 ottobre - Jo Fedeli, cantante italiano
- 13 ottobre - Sami Frey, attore francese
- 13 ottobre - Rudolf Seiters, politico tedesco
- 14 ottobre - Carroll Ballard, regista statunitense
- 14 ottobre - Visconti Follador, ex calciatore italiano
- 14 ottobre - Leonid Kolumbet, pistard sovietico († 1983)
- 14 ottobre - Mirella Pace, doppiatrice e direttrice del doppiaggio italiana († 2023)
- 14 ottobre - Joan Piñol, ex calciatore spagnolo
- 14 ottobre - Lawrence Thornton, scrittore statunitense
- 15 ottobre - Giuseppe Benagiano, ginecologo italiano
- 15 ottobre - Angelo Errore, politico italiano († 2019)
- 15 ottobre - Victor Guillemin, matematico statunitense
- 15 ottobre - Linda Lavin, attrice statunitense († 2024)
- 15 ottobre - Shelley Mann, nuotatrice statunitense († 2005)
- 15 ottobre - Chesty Morgan, ballerina, modella e attrice polacca
- 15 ottobre - Giovanni Rana, imprenditore, artigiano e personaggio televisivo italiano
- 15 ottobre - Tat'jana Talyševa, ex lunghista e ostacolista sovietica
- 16 ottobre - Tony Anthony, attore, regista e sceneggiatore statunitense
- 16 ottobre - John Whitmore, pilota automobilistico britannico († 2017)
- 16 ottobre - Stelios Gousios, ex cestista greco
- 16 ottobre - Frances Hogben, ex nuotatrice britannica
- 16 ottobre - George Kerr, velocista e mezzofondista giamaicano († 2012)
- 16 ottobre - Antonio Pasciuti, pittore italiano († 2021)
- 16 ottobre - Ėduard Moiseevič Šafranskij, chitarrista e compositore russo († 2005)
- 17 ottobre - Svein Johannessen, scacchista norvegese († 2007)
- 17 ottobre - Peter Nilson, scrittore svedese († 1998)
- 17 ottobre - Cliff Portwood, calciatore inglese († 2012)
- 17 ottobre - Renato Prada Oropeza, scrittore e critico letterario messicano († 2011)
- 17 ottobre - Foday Sankoh, guerrigliero sierraleonese († 2003)
- 17 ottobre - Vasco Tagliavini, calciatore, allenatore di calcio e allenatore di calcio a 5 italiano († 2019)
- 17 ottobre - Paxton Whitehead, attore britannico († 2023)
- 17 ottobre - Yoshio Taniguchi, architetto giapponese († 2024)
- 18 ottobre - Boyd Dowler, ex giocatore di football americano statunitense
- 18 ottobre - António Mendes, calciatore portoghese († 2019)
- 18 ottobre - Armais Sayadov, ex lottatore sovietico
- 18 ottobre - Ljudmil Stajkov, regista bulgaro
- 19 ottobre - Renata Adler, scrittrice, giornalista e critica cinematografica statunitense
- 19 ottobre - Francesco Blasi, biologo italiano
- 19 ottobre - Teresa Ciepły, ostacolista e velocista polacca († 2006)
- 19 ottobre - János Rózsa, regista, produttore cinematografico e montatore ungherese
- 20 ottobre - Wanda Jackson, cantante e chitarrista statunitense
- 20 ottobre - Lilli Lembo, attrice italiana
- 20 ottobre - Giannantonio Paladini, storico italiano († 2004)
- 20 ottobre - Giancarlo Pasquini, politico italiano
- 20 ottobre - Giuseppe Pericu, politico e avvocato italiano († 2022)
- 20 ottobre - Eleo Pomare, coreografo colombiano († 2008)
- 20 ottobre - Mario Rodríguez, calciatore argentino († 2015)
- 20 ottobre - Juan Marichal, ex giocatore di baseball dominicano
- 21 ottobre - Irán Eory, attrice spagnola († 2002)
- 21 ottobre - Richard C. Meredith, autore di fantascienza statunitense († 1979)
- 21 ottobre - Vittorio Luigi Mondello, arcivescovo cattolico italiano
- 21 ottobre - Bana Sailani, nuotatore filippino († 2011)
- 21 ottobre - Joseph Chhmar Salas, vescovo cattolico cambogiano († 1977)
- 21 ottobre - Édith Scob, attrice francese († 2019)
- 22 ottobre - Enzo Cerusico, attore e cantante italiano († 1991)
- 22 ottobre - Joe Cilia, allenatore di calcio e calciatore maltese († 2017)
- 22 ottobre - Charles Debbasch, giurista e politico francese († 2022)
- 22 ottobre - Kader Khan, attore e sceneggiatore indiano († 2018)
- 22 ottobre - Alan Ladd Jr., produttore cinematografico statunitense († 2022)
- 22 ottobre - Boris Midney, compositore e produttore discografico sovietico
- 22 ottobre - Sergio Montanari, montatore italiano († 1999)
- 22 ottobre - Hans Heinrich Schmid, teologo svizzero († 2014)
- 22 ottobre - Luigi Viviani, politico italiano
- 23 ottobre - Stephen Naidoo, arcivescovo cattolico sudafricano († 1989)
- 23 ottobre - Ercole Ottaviano, genetista italiano († 1991)
- 23 ottobre - Geki, pilota automobilistico italiano († 1967)
- 23 ottobre - Massimo Vari, giurista e docente italiano († 2013)
- 23 ottobre - Ivan Varlamov, calciatore e allenatore di calcio sovietico († 2020)
- 23 ottobre - Deven Verma, attore, produttore cinematografico e regista indiano († 2014)
- 24 ottobre - Ladislau Biernaski, vescovo cattolico brasiliano († 2012)
- 24 ottobre - Jozef Jankech, allenatore di calcio e ex calciatore slovacco
- 25 ottobre - Vendramino Bariviera, ciclista su strada, pistard e dirigente sportivo italiano († 2001)
- 25 ottobre - Ignacio Carrasco de Paula, vescovo cattolico spagnolo
- 25 ottobre - Wilf McGuinness, ex calciatore e allenatore di calcio inglese
- 25 ottobre - Roberto Menescal, chitarrista, compositore e produttore discografico brasiliano
- 25 ottobre - Sharda Rajan Iyengar, cantante indiana († 2023)
- 25 ottobre - Americo Sbardella, critico cinematografico italiano († 2017)
- 25 ottobre - Giampiero Tosi, fisico italiano († 2024)
- 26 ottobre - Dave Gavitt, cestista, allenatore di pallacanestro e dirigente sportivo statunitense († 2011)
- 26 ottobre - Italo Ghizzardi, ex calciatore italiano
- 26 ottobre - William Lubtchansky, direttore della fotografia francese († 2010)
- 26 ottobre - Mario Paciello, vescovo cattolico italiano
- 26 ottobre - Luigi Perelli, regista e sceneggiatore italiano
- 27 ottobre - Eugen Ekman, ex ginnasta finlandese
- 27 ottobre - Gérard Genot, critico letterario e traduttore francese († 2018)
- 27 ottobre - Gert Hansen, ex calciatore danese
- 27 ottobre - Luis Grimaldi, allenatore di calcio uruguaiano († 2020)
- 27 ottobre - Michail Mustygin, calciatore sovietico († 2023)
- 27 ottobre - Pery Ribeiro, cantante, compositore e attore brasiliano († 2012)
- 28 ottobre - Almir Pernambuquinho, calciatore brasiliano († 1973)
- 28 ottobre - Romano Collovati, calciatore italiano († 2013)
- 28 ottobre - George Flower, attore e sceneggiatore statunitense († 2004)
- 28 ottobre - Marcian Hoff, ingegnere e inventore statunitense
- 28 ottobre - Alessio Paternesi, pittore e scultore italiano († 2023)
- 28 ottobre - Lenny Wilkens, ex cestista, allenatore di pallacanestro e dirigente sportivo statunitense
- 29 ottobre - Rauf Abdullayev, direttore d'orchestra e docente azero
- 29 ottobre - Berta Kolokol'ceva, ex pattinatrice di velocità su ghiaccio sovietica
- 29 ottobre - Alan Peacock, calciatore inglese († 2025)
- 30 ottobre - Rudolfo Anaya, scrittore statunitense († 2020)
- 30 ottobre - Seraphino Antao, velocista keniota († 2011)
- 30 ottobre - Tony Cucchiara, cantautore, attore e compositore italiano († 2018)
- 30 ottobre - Claude Lelouch, regista, sceneggiatore e produttore cinematografico francese
- 30 ottobre - Brian Price, giornalista, conduttore televisivo e rugbista a 15 britannico († 2023)
- 30 ottobre - Gianni Rescigno, poeta e scrittore italiano († 2015)
- 30 ottobre - Yoshiharu Tsuge, fumettista giapponese
- 30 ottobre - John Patrick Williams, politico statunitense († 2025)
- 31 ottobre - Andrea Chiarugi, ingegnere italiano († 2010)
- 31 ottobre - Aleksandr Michajlovič Kondratov, linguista, biologo e giornalista russo († 1993)
- 31 ottobre - Tom Paxton, cantautore statunitense
- 31 ottobre - Melvin Pender, ex velocista statunitense
- 31 ottobre - Claudette Soares, cantante brasiliana